# La Zábila
La Zábila är en ort i Mexiko.   Den ligger i kommunen Xichú och delstaten Guanajuato, i den centrala delen av landet, 220 km norr om huvudstaden Mexico City. La Zábila ligger 1 484 meter över havet och antalet invånare är 363.
Terrängen runt La Zábila är kuperad åt nordost, men åt sydväst är den bergig. Runt La Zábila är det glesbefolkat, med 14 invånare per kvadratkilometer. Närmaste större samhälle är Xichú, 5,5 km nordväst om La Zábila. I omgivningarna runt La Zábila växer huvudsakligen savannskog.